# Воложенинов, Иван Васильевич
Иван Васильевич Воложенинов (6 июля 1904, Богословск, Пермская губерния — 11 июля 1983, Карпинск, Свердловская область) — Герой Социалистического Труда, машинист экскаватора комбината «Свердловскуголь».

## Биография
Родился 6 июля 1904 года в селе Богословск Верхотурского уезда Пермской губернии в семье рабочего.
Окончил трёхклассную сельскую школу, а в 1919 году окончил 6 классов начальной школы при Богословском руднике.
В 1916 году, в возрасте 12 лет, стал рассыльным, затем — дежурным и копировальщиком в управлении Богословского горного округа. В 1917 году стал учеником слесаря на Богословско- Сосьвинской железной дороге. Работал мотористом Богословской больницы, грузчиком Богословского лесничества. В мае 1922 года стал мотористом на Богословском буроугольном копи, а с 1924 года — машинистом парового экскаватора. В 1939—1940 годах был освобождённым председателем месткома угольных копей, а с декабря 1940 года — мастер производственного обучения школы ФЗО № 4.
С декабря 1942 года — механик по ремонту экскаваторов на втором разрезе вскрышного управления треста «Богословуголь» комбината «Свердловскуголь», которые с 1943 года заменены на электрические. С октября 1943 года — машинист вскрышного разреза треста. В 1948 году выдал 845 тысяч кубометров породы. И 28 августа 1948 года Указом Президиума Верховного Совета СССР был удостоен звания Героя Социалистического Труда «за выдающиеся успехи в деле увеличения добычи угля, восстановления и строительства угольных шахт и внедрение передовых методов работы, обеспечивающих значительный рост производительности труда».
В 1943 году принят в ВКП(б). В октябре 1949 года стал заместителем начальника разреза «Веселовский» треста «Вахрушевуголь», с октября 1953 года — горный десятник разреза «Веселовский».
В июле 1955 года вышел на пенсию. Жил в Карпинске.
Умер 11 июля 1983 года, похоронен на кладбище города Карпинска.

## Награды
За свои достижения был награждён:
- 17.02.1939 — медаль «За трудовое отличие»;
- 28.08.1948 — звание Герой Социалистического Труда с золотой медаль Серп и Молот и орден Ленина;
- 28.10.1949 — орден Ленина.